# Bilharziózis

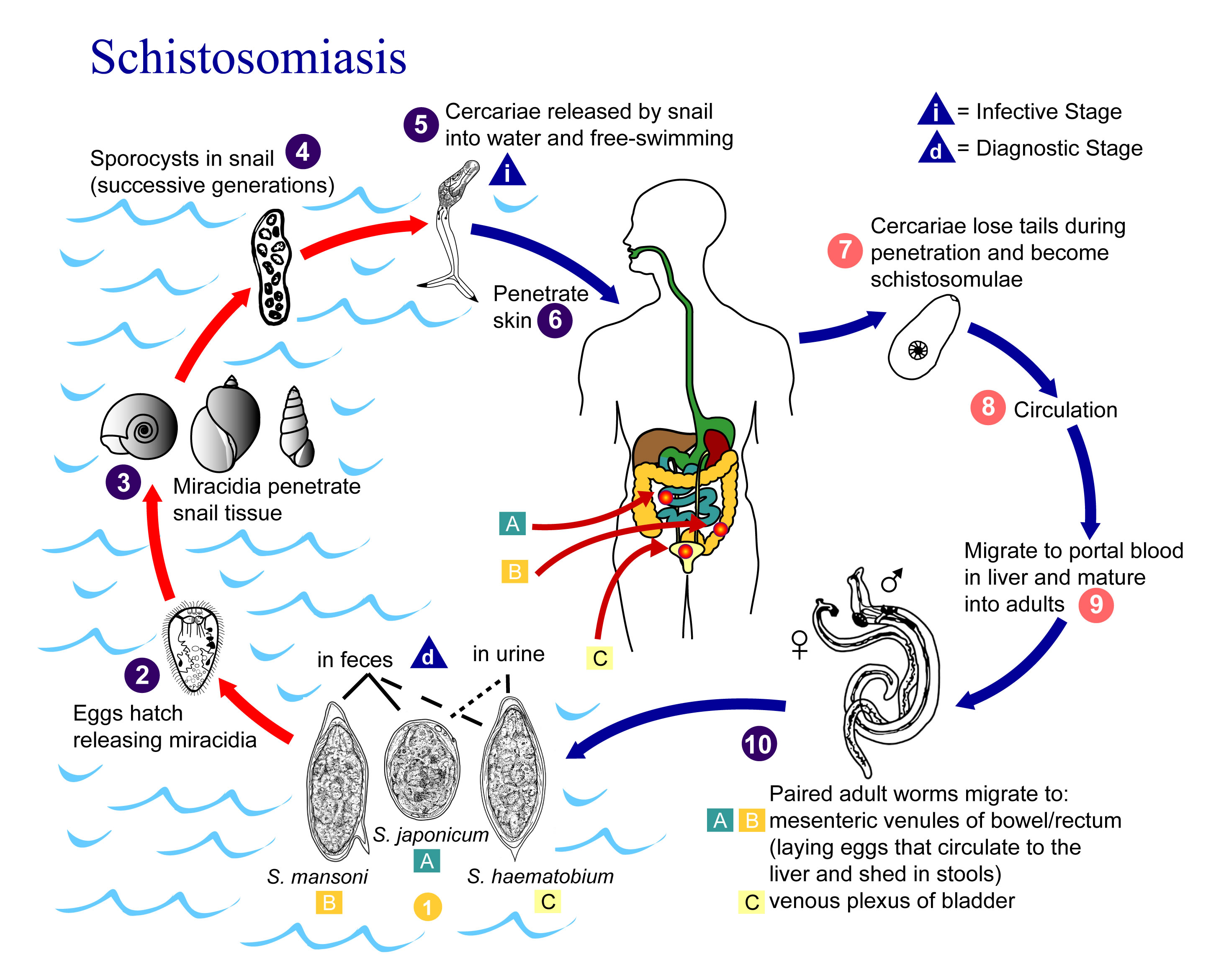
Fejlődési ciklus

A bilharziózis (más nevein bilharziázis, bilharzia vagy schistosomiasis) olyan emberi betegség, melyet a vérmételyek néhány faja (Schistosoma mansoni, S. japonicum, S. haematobium) okoz a trópusokon és a szubtrópusokon. 
A betegség parazitákkal szennyezett édesvízzel való érintkezés útján terjed. A fertőzött emberből ürülő petékből édesvízben kelnek ki a miracídium lárvák, melyek köztigazdának alkalmas csigát keresnek, abba befúrják magukat, és ott ivartalanul szaporodnak. A csigákból távozó cerkária lárvák vízben úszva keresnek alkalmas végleges gazdát. A bőrön keresztül hatolnak be az emberbe, majd ott a véredényrendszerben fejlődve alakulnak kifejlett állatokká. A laposférgek többségével ellentétben a vérmételyek váltivarúak, azonban a hím és a nőstény egymással tartósan rögzülve él. A pete speciális mérete és alakja biztosítja a továbbfertőzés esélyét. A vérben keringő pete a hajszálerekben elakad, majd mint hegyes, hosszúkás struktúra, egyik végéből ferdén kinyúló tüskével, passzív vándorlásba kezd. Az elakadt petét innentől az ember saját izommozgása továbbítja a testen belül különböző, többé-kevésbé véletlenszerű irányokba, gyakran fájdalmas és kiterjedt szöveti roncsolást okozva. A peték jelentős része a bélhámon át a bélüregbe, vagy a vesén át a vizeletbe kerül, ahonnan végül a külvilágba ürül. 
Tünetei többek között az alhasi fájdalom, hasmenés, véres széklet, vagy véres vizelet. Azoknál, akiknél a fertőzés régebbi keletű, májkárosodás, veseelégtelenség, meddőség, vagy húgyhólyagrák is előfordulhat. Gyermekeknél gyenge növekedést és tanulási nehézségeket okozhat.

## Kiváltó okok
A betegség az élősködőkkel fertőzött vízzel való érintkezés útján terjed. Az élősködők lárvái fertőzött édesvízi csigákból távoznak. A betegség különösen gyakori gyermekek körében a fejlődő országokban, mivel ők nagyobb valószínűséggel játszanak fertőzött vízben. További veszélyeztetett csoportok a földművelők, a halászok és azok, akik a fertőzött vizet a napi munkájuk során használják. A betegség a vérmételyes fertőzések csoportjához tartozik. A diagnózis felállításának egyik módja az élősködő petéinek kimutatása a  beteg vizeletében vagy székletében. A fertőzés ugyancsak bizonyítható a vérben a betegség elleni antitestek jelenlétének igazolásával.

## Megelőzés és gyógymód
A betegség megelőzésének egyik módszere a tiszta vízhez való hozzáférés javítása és a csigák számának visszaszorítása. Azokon a területeken, ahol a betegség gyakori, teljes betegcsoportok gyógyítására van lehetőség a praziquantel gyógyszer évenkénti alkalmazásával. Ezen a módon csökkenthető a fertőzöttek száma és ez által a betegség terjedése is visszaszorítható. A praziquanteles kezelést az Egészségügyi Világszervezet is ajánlja azoknál, akiknél kimutatható a fertőzöttség.

## Epidemiológia
A schistosomiasis csaknem 210 millió embert fertőz meg világszerte, és a becslések szerint 20 000 és 200 000 között van a fertőzés okozta halálesetek száma. A betegség legnagyobb gyakorisággal Afrika, valamint Ázsia és Dél-Amerika területén fordul elő. Több mint 70 országban mintegy 700 millió ember él olyan területeken, ahol a betegség gyakori. A malária után a schistosomiasis a második legnagyobb gazdasági kihatással járó parazitás megbetegedés. Az ókortól a 20. század elejéig  a schistosomiasis egyik tünetét, a véres vizeletet a férfiak menstruációjaként értelmezték Egyiptomban és így a fiúk férfivá avatásaként tartották számon. A betegség a jelenlegi besorolás szerint a mellőzött trópusi betegségek csoportjába tartozik

## Képek
|  |  |  |  |  |